# Эскаль (Од)
Эска́ль (фр. Escales) — коммуна во Франции, находится в регионе Лангедок — Руссильон. Департамент коммуны — Од. Входит в состав кантона Лезиньян-Корбьер. Округ коммуны — Нарбонна.
Код INSEE коммуны — 11126.

## Население
Население коммуны на 2008 год составляло 360 человек.
| 1962 | 1968 | 1975 | 1982 | 1990 | 1999 | 2008 |
| ---- | ---- | ---- | ---- | ---- | ---- | ---- |
| 370  | 410  | 317  | 275  | 316  | 336  | 360  |

## Экономика
В 2007 году среди 219 человек в трудоспособном возрасте (15—64 лет) 148 были экономически активными, 71 — неактивными (показатель активности — 67,6 %, в 1999 году было 65,7 %). Из 148 активных работали 125 человек (73 мужчины и 52 женщины), безработных было 23 (10 мужчин и 13 женщин). Среди 71 неактивных 15 человек были учениками или студентами, 24 — пенсионерами, 32 были неактивными по другим причинам.

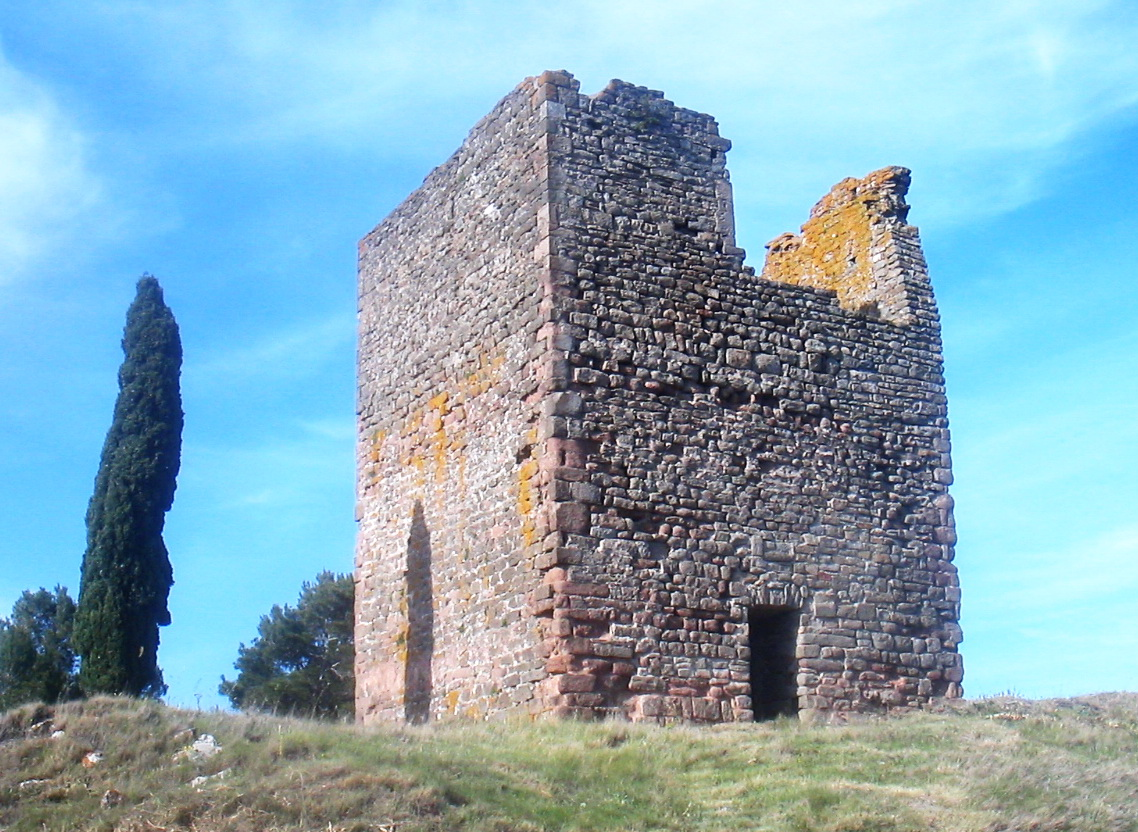
Романская башня